# Bataille de la Province de Yan
Guerres de la fin de la dynastie Han
La bataille de la Province de Yan, (chinois simplifié : 兖州之战 ; chinois traditionnel : 兗州之戰 ; pinyin : Yǎnzhōu Zhī Zhàn), se déroule de 194 à 195, à la fin de la dynastie Han et oppose les armées des seigneurs de guerre Cao Cao et Lü Bu. Ils se disputent le contrôle de la province de Yan, ce qui correspond actuellement au Sud-Ouest du Shandong et à l'est du Henan. Les combats durent au moins 100 jours et s'achèvent sans qu'aucun des deux camps n'ait réussi à remporter la victoire.

## Situation avant la bataille
En 192, les derniers rebelles se réclamant des Turbans Jaunes sortent de la Province de Qing, envahissent la Province de Yan et occupent Dongping ainsi que Rencheng. Liu Dai, l'inspecteur de la Province Yan, lève des troupes pour attaquer les rebelles malgré les conseils de Bao Xin, le chancelier de Jibei, qui lui suggère de plutôt demander de l'aide. Liu Dai ignore la suggestion de Bao Xin et attaque les rebelles, mais il est vaincu et tué par ses ennemis.
À cette époque Chen Gong, le conseiller de Cao Cao, l’incite à profiter de la situation pour prendre le contrôle de la Province de Yan et l'utiliser comme base pour la conquête d’autres territoires. Gong se porte volontaire pour persuader les subordonnés de feu Liu Dai de rejoindre Cao Cao. Chen Gong n'a même pas à faire cet effort, car de son côté, Bao Xin se rend à la commanderie de Dong, qui se trouve au sud-ouest de l’actuelle ville de Puyang, Henan, pour inviter son ami Cao à devenir le nouvel inspecteur de la Province de Yan.
Cao Cao commence par attaquer les Turbans jaunes à Shouzhang mais sans arriver à les vaincre. Tirant les leçons de sa défaite, Cao Cao réforme son armée, fait appliquer plus strictement les règles militaires et utilise un système de récompenses pour encourager ses hommes. Après avoir analysé la situation, il comprend que les rebelles n’ont pas de système d'approvisionnement élaboré et qu'ils dépendent du pillage pour subvenir à leurs besoins. Par conséquent, Cao lance des attaques surprise sur les rebelles pour les empêcher de piller la région et remporte une grande victoire en les forçant à se replier vers le Nord. Cao Cao poursuit les Turbans Jaunes et les vainc une dernière fois à Jibei, qui se trouve au sud de l’actuel District de Changqing, Shandong. Après cette victoire, plus de 300 000 rebelles, dont 100 000 civils, se rendent à Cao Cao. Ce dernier réorganise ces nouvelles troupes pour former le Corps de Qingzhou (青州兵), et met en place des tuntian pour nourrir civils et militaires.
En 193, Cao Song, le père de Cao Cao, est tué par Zhang Kai (張闓), un subordonné de Tao Qian, le gouverneur de la Province de Xu. Même si le degré exact d'implication de Qian dans la mort de son père est flou, Cao Cao déclenche des représailles contre ce dernier et envahit la province de Xu, prenant ville après ville et provoquant des milliers de morts, sans faire de distinction entre civils et militaires. Tao Qian se replie sur Tancheng (郯城), qui résiste aux attaques de Cao Cao jusqu'au moment où il doit se replier à cause du manque de fournitures.
L’année suivante, Cao Cao attaque à nouveau Tao Qian et conquiert beaucoup de comtés dans les commanderies de Langya et Donghai. Au même moment, Zhang Miao (en) et Chen Gong, deux subordonnés de Cao Cao, se rebellent contre lui et avec l'aide de Lü Bu, ils prennent le contrôle de la Province de Yan. Mis au courant de la situation, Cao Cao abandonne sa campagne contre Tao Qian et rebrousse chemin pour reprendre la Province de Yan.

## La bataille
Très vite, les forces de Cao Cao et de Lü Bu se retrouvent enfermées dans une impasse, qui dure au moins une centaine de jours. Lors des combats, Lü Bu essaye de renverser la situation en utilisant sa cavalerie d'entrée de jeu pour attaquer le Corps de Qingzhou de Cao Cao. Sa tactique est payante, car les anciens Turbans Jaunes s’enfuient et la ligne de bataille de Cao Cao sombre dans la chaos. Alors qu'il parcourt les rangs de ses troupes pour ramener le calme, Cao Cao tombe sur un incendie qui éclate, chute de cheval et se brûle la paume de sa main gauche. À cause de cette chute, les généraux et colonels de Cao perdent de vue leur seigneur et, craignant pour sa sécurité, c'est toute son armée qui s'arrête sur le chemin du retour au camp. Après avoir récupéré son cheval, Cao Cao reprend la tête de ses troupes et harangue ses hommes, ordonnant que les armes de siège soient préparées immédiatement afin de pouvoir assiéger Lü Bu dès que possible.
Zhang Miao suit Lü Bu et laisse son frère Zhang Chao (張超), l'administrateur de Guangling, prendre soin de leur famille à Yongqiu. Peu de temps après, Cao Cao assiège Yongqiu pendant plusieurs mois et finit par prendre la ville, tuant Zhang Chao et sa famille. Au vu de la situation, Zhang Miao veut demander de l'aide à Yuan Shu, mais sa demande est rejetée et il est tué par ses soldats. Dans le même temps, une invasion de criquets s'abat sur la région, détruisant les récoltes et causant de nombreux décès à cause de la famine qui s'ensuit. Des cas de cannibalisme sont rapportés dans les textes d'époque. De son côté, Lü Bu a épuisé ses vivres, aussi bien pour ses soldats que pour ses chevaux, ce qui oblige les deux camps à se retirer,.
Cao Cao assiège ensuite Lü Bu à Juye (Puyang), pendant que Xun Yu et Cheng Yu, deux de ses conseillers, défendent les villes de Juancheng, Fan et Dong'e. Le problème de ce dispositif, c'est qu'il laisse seulement deux comtés avec de solides défenses dans toute la province. Avec des arrières aussi peu sûrs, Cao Cao se résout à se replier. Lü Bu sort alors de Juye et part assiéger Juancheng, sans réussir à prendre la cité. Il repart vers l’Ouest et s'installe avec ses soldats à Puyang, où il est très vite assiégé par Cao Cao.
Pendant le siège de la ville, le puissant clan Tian change de camp et trahit Lü Bu au profit de Cao Cao, en permettant aux troupes de ce dernier d'entrer dans la ville. Cao Cao met le feu à la porte orientale, afin de montrer qu'il ne compte pas se replier, mais son attaque échoue et il est repoussé, puis capturé. Cependant, les cavaliers de Lü Bu qui l'ont capturé n'ont pas conscience de son identité, ce que Cao Cao comprend rapidement. Voyant passer un homme monté sur un cheval jaune, il ment à ses gardes en leur disant que cet homme est Cao Cao. Les cavaliers de Lü Bu le libèrent et partent à la poursuite de l'homme au cheval jaune, ce qui permet à Cao Cao de s'enfuir en passant par la porte en feu et de s'échapper vers Puyang. Après le départ de Cao Cao, Lü Bu lève le camp et part installer ses troupes plus à l'est à Shanyang
Dans les deux ans qui suivent, Cao Cao réussit à reprendre toutes les villes de la Province de Yan et défait Lü Bu à Juye. Lü Bu s’enfuit alors vers l’est pour rejoindre Liu Bei, qui est devenu le nouveau maitre de la Province de Xu après la mort de Tao Qian.

## Conséquence
La bataille de la Province de Yan ne trouve sa véritable conclusion qu'en 198 avec la bataille de Xiapi, lorsque les forces alliées de Cao Cao et Liu Bei lancent une attaque contre Lü Bu dans la Province de Xu, dont ce dernier vient de s'emparer. Après sa défaite, Lü Bu est exécuté sur ordre de Cao Cao.